# A tizenkilencek levele
1984 nyarán a magyarországi népi ellenzék vezető képviselői kísérletet tettek arra, hogy legfontosabb céljaik teljesítéséhez megnyerjék a kádári hatalom támogatását. 19-en jöttek össze Bíró Zoltán lakásán, és egy levelet fogalmaztak meg Kádár János pártfőtitkárnak. Beadványukkal legfőképp a határon túli magyarság érdekképviseletét igyekeztek előmozdítani, a hatalomnak egy, a kisebbségek ügyeivel foglalkozó államtitkárság létrehozását javasolták.

## A tizenkilencek
A levél tervezetét Bíró Zoltán emlékezete szerint Kiss Ferenc fogalmazta meg. Az aláírók névsora: Bakos István, Bíró Zoltán, Czine Mihály, Csoóri Sándor, Csurka István, Fekete Gyula, Für Lajos, Gombos Katalin, Halász Péter, Kis Pintér Imre, Kiss Ferenc, Kodolányi Gyula, Kovács István, Madaras József, Nagy Gáspár, Sára Sándor, Sinkovits Imre, Vekerdi László és Zelnik József.

## A beadvány
A levél bevezetőjében röviden ismertették a magyarság és a határon túli magyar kisebbségek helyzetét, majd vázoltak a népiek legfőbb követeléseit. Ezek között szerepelt a Bethlen Gábor Alapítvány és a Hitel c. folyóirat engedélyezése, az Erdély történetét bemutató kötet kiadása, a határon túli területeken is fogható, magyar nyelvű tévéadás biztosítása, Magyarságtudományi Intézet megalapítása, és egy kisebbségi ügyekkel foglalkozó, önálló, a különböző tárcák munkáját koordináló államtitkárság létrehozása.

## A beadvány fogadtatása
Az MSZMP Politikai Bizottságának július 31-i ülésen Kádár János tájékoztatta a megjelenteket a beadványról, és a PB megbízta Aczél Györgyöt, hogy fogadja a beadvány készítőit és folytasson velük tájékozódó jellegű beszélgetést, ami alapján majd elkészülhet a később a PB elé kerülő válasz tervezete. A beszélgetésre augusztus 22-én került sor, melyről a PB tagjai számára Knopp András készített emlékeztetőt. A politikai vezetést Aczél és Knopp képviselték. A levélírók 17-en jelentek meg, mivel Halász és Zelnik külföldön tartózkodtak. A tárgyaláson Aczél elmondta, hogy a vezetés a levelet „tisztességes hangú, jó kezdeményezésnek” tartja, és a „megfelelő időben” választ is fog rá adni. A tárgyalás lényegét tekintve abból állt, hogy Aczél rákérdezett a „tizenkilencek” által felvázolt javaslatokra, és pontosítást kért.

## Vita a beadványról
A vita legrészletesebben a kisebbségi ügyekkel kapcsolatos bizottság kérdéséről folyt. Csoóri Sándor egy a párt- és kormányszervek mellett működő bizottságra gondolt, mely a magyar kormány nemzetiségi stratégiáját dolgozná ki. Csurka István szerint a tervezett bizottságnak nyilvánosan, államilag elismerten kell működnie. Magyarország belső helyzete és nemzetközi tekintélye megfelelő, viszont az erdélyi magyarság helyzete az „Endlösung” állapotához hasonló.
Fekete Gyula is úgy érvelt, hogy a kisebbségi probléma fajsúlya miatt akár külön minisztériumot is kaphatna, de egy bizottság létrehozásával legalább lenne társadalmi felelőse az ügynek. Für Lajos szerint hatékonyabb, magasabb szintű bizottságra van szükség, mely operatív feladatokat is képes lenne ellátni. Bíró Zoltánhoz hasonlóan ő is a „kettős bizottság” koncepciót vázolta fel; elképzelése szerint az állami és párt apparátusnak a kérdésért felelős szakértői, operatív feladatokat ellátó tagjai mellett társadalmi szakértők is tevékenykednének a bizottságban. Kiss Ferenc a Bethlen Alapítvány fontosságát hangsúlyozta a Magyarországra érkező határon túli magyarok anyagi támogatásával kapcsolatban.
Aczél a tárgyalásról az augusztus 28-i PB-ülésen számolt be a politikai vezetésnek. A testület döntött arról, hogy az ősz folyamán javaslat készüljön a beadvánnyal kapcsolatos további teendőkről.

## Javaslatok a Politikai Bizottságnak a „tizenkilencek” felvetéseiről
Ezt követően az MSZMP KB Tudományos, Közoktatási és Kulturális Osztályának december 11-i, Tétényi Pál osztályvezető által szignált jelentése elemezte a beadvány tartalmát, és javaslatokat tett a Politikai Bizottságnak a „tizenkilencek” felvetésével kapcsolatban. A jelentés a népiek következő javaslatait tartott a legfontosabbnak:
1. Egy politikusokból, írókból, tudósokból álló magas szintű bizottság létrehozása, mely egy szélesebb körű tanácsadó testülete támaszkodva figyelemmel kíséri a kisebbségi magyarság sorsát, és javaslatokat tesz a kormány illetékes szerveinek;
2, a környező országokban élő magyar kisebbségek életéről, kultúrájáról szóló rendszeres tájékoztatás megteremtése, valamint az ehhez kapcsolódó, új folyóirat alapítása;
3, tudományos igényű munkák megalkotása a szomszédos népekhez fűződő kapcsolataink történetéről, illetve a határon túli magyarság kialakulásáról és helyzetéről, valamint ezek idegen nyelveken való terjesztése
4, a szükséges technikai feltételek megteremtése ahhoz, hogy a Magyar Rádió és Televízió adásai az egész magyar nyelvterületen foghatóak legyenek;
5, olyan tevékenységi forma ösztönzése, melyek segítségével elősegíthető határon túli magyarság érdekében végzett munka (pl. Bethlen Gábor Alapítvány engedélyezése)
6, Magyarság- és Nemzetiségtudományi Intézet létrehozása a magyar kisebbségek helyzetének tanulmányozására.

## Az eredmény
A Kulturális Osztály viszonylag pozitív hangvétellel reagált a népiek javaslatainak többségére – indokoltnak tartotta és jelentésében támogatásáról biztosította azt, összhangban a PB határozat tartalmával és Aczél ígéreteivel. A népiek követelései közül azonban a következő hónapokban semmi sem valósult meg. Nem engedélyezték sem a Hitel megjelenését, sem a Bethlen Gábor Alapítvány működését. Nem jött létre a Magyarságkutató Intézet sem, és az Erdély-kötet sem jelent meg. A tv-műsorszórás kiterjesztésének ügyében sem történt előrelépés. A kisebbségi ügyekért felelős magas szintű bizottság vagy államtitkárság felállítását a hatalom továbbra is következetesen elutasította.